# 李守忠
李守忠（？—1227年），金朝末年、元朝初年北京路义州（今辽宁义县）人。李守賢、李守正的哥哥，李伯溫的从弟，《元史》误作李守贤的曾孙、李彀之孙、李伯温之子。
李守正战殁，木华黎以李守忠代他为银青荣禄大夫、河东南路兵马都元帅，兼知平阳府事。1222年冬，平阳公胡景山以青龙堡降蒙。曾经跟随蒙古攻益都，北还，军将彭智孙乘机据义州叛蒙，李守忠听说后，长驱抵达城下，力战，重占义州。1227年四月，金朝纥石烈真在洪洞袭击平阳行营招讨使权国王按察儿，李守忠出兵援救，在高梁会战，军败入城。平阳副帅夹谷常德暗中献出东门以接纳金兵，城陷。金国人把李守忠抓到汴京，诱以高爵，劝他归降，李守忠污言大骂，金人大怒，李守忠置于铁笼中，火烧而死。